# Світенький Михайло
Світенький Михайло (8 листопада 1858, с. Теофіпілка, Австрійська імперія — 15 червня 1936, с. Ладичин, Польща) — український священник, громадський діяч.

## Життєпис
Михайло Світенький народився 8 листопада 1858 року в селі Теофілці, нині Козівської громади Тернопільського району Тернопільської области України.
Закінчив Бережанську гімназію (1880), студіював теологію в м. Львів (1884).
18 грудня 1884 року рукоположений в сан священника. Служив сотрудником у селах Товсте (1885—1887, біля Гримайлова) та Ладичині (1887—1893), парохом Вовкова (1893—1897); віцедеканом Щирецького деканату (від 1894); катехитом у виділовій школі м. Львова (1897—1898); військовим капеланом у Перемишлі (1898—1901); парохом у Ладичині (1901—1936).
Протягом 1897—1898 років був редактором християнсько-суспільної газети «Руслан».
Діяльний в громадських організаціях Тернопільського і Теребовлянського повітів; знаний в Галичині промовець і проповідник (сучасники його називали Золотоустом). Проповіді о. Михайла звучали на похоронах Марка Каганця (м-ко, нині смт Коропець Чортківського району), Адама Коцка (м. Львів) та перших роковинах смерті Івана Франка (1917, м. Тернопіль).
Заснував у навколишніх селах читальні «Просвіти», сільського-господарські гуртки і кооперативи. Організатор будівництва церков у Кривках та Людвиківцях, ремонту храму в Ладичині. Підтримував львівське літературне угрупування «Молода муза».
В о. Світенького гостював Петро Карманський.

## Родина
З дружиною виховували трьох дітей. Станом на 1901 — вдівець.

## Нагороди
- Бронзова ювілейна пам'ятна медаль 1898 (Австро-Угорщина, 1898)[7]